# خزاق
خزاق هي قرية في مقاطعة كاشان، إيران. عدد سكان هذه القرية هو 1,326 في سنة 2006.